# Claude de Longwy de Givry
Claude de Longwy de Givry (ur. w 1481 we Franche-Comté, zm. 9 sierpnia 1561 w Mussy-sur-Seine) – francuski kardynał.

## Życiorys
Urodził się w 1481 roku we Franche-Comté, jako syn Philippe’a de Longwy i Jeanne de Bauffremont. Uzyskał bakalaureat z zakresu prawa kanonicznego, a następnie otrzymał święcenia diakonatu i został kanonikiem w Saint-Vincent i archidiakonem w Mâcon. 24 kwietnia 1510 roku został wybrany biskupem Mâcon. Nim objął faktyczne władanie nad diecezją w 1516 roku, podróżował do Rzymu, Mediolanu i Paryża. W 1511 roku wziął udział w obradach synodu w Pizie, a trzy lata później został reprezentantem króla Ludwika XII na V soborze laterańskim. W 1522 roku sygnował w Saint-Jean-de-Losne traktaty pomiędzy Franciszkiem I a Philibertem Luksemburskim dotyczące neutralności Burgundii. W 1525 roku wziął udział w zgromadzeniu duchowieństwa w Paryżu, któremu przewodniczył król, natomiast dwa lata później, Klemens VII polecił mu podjęcie kroków mających zapobiec rozszerzaniu luteranizmu. W 1528 roku został jednogłośnie wybrany przez kapitułę na biskupa Langres i po kilku dniach zgodził się objąć diecezję. Rok później zrezygnował z biskupstwa Mâcon. Obejmując diecezję, został jednocześnie hrabią Langres i parem Francji. W 1532 roku wyjechał do Królestwa Anglii, by przeprowadzić nieoficjalne negocjacje dotyczące unieważnienia małżeństwa Henryka VIII z Katarzyną Aragońską. 7 listopada 1533 roku został kreowany kardynałem prezbiterem i otrzymał kościół tytularny Sant'Agnese in Agone. Pełnił rolę administratora apostolskiego Poitiers (1534–1551), Périgueux (1540–1541) i Amiens (1540–1546). W 1537 roku zwołał pięć synodów na terenie diecezji Langres. Na początku 1547 roku wyjechał z misjami dyplomatycznymi do Italii, jednak śmierć Franciszka I zmusiła go do powrotu i uczestnictwa w pochówku oraz koronacji Henryka II. Pod koniec roku ponownie udał się do Italii i spędził tam niemalże trzy lata. Od momentu powołania na biskupa Langres często podróżował po swojej diecezji i wizytował parafie, zwracając uwagę na pobożność i religijność duchownych, ścisłe przestrzeganie reguł wiary i sprzeciw wobec luteranizmu. Zmarł 9 sierpnia 1561 roku w Mussy-sur-Seine.